# Verwaltungsgemeinschaft Rohrbach
Die Verwaltungsgemeinschaft Rohrbach ist eine Verwaltungsgemeinschaft im oberbayerischen Landkreis Mühldorf am Inn mit Sitz im gemeinsamen Rathaus in Rohrbach. Sie umfasst die Mitgliedsgemeinden
1. Erharting, 951 Einwohner, 13,68 km²
2. Niederbergkirchen, 1240 Einwohner, 24,70 km²
3. Niedertaufkirchen, 1454 Einwohner, 26,69 km²

Sie entstand Anfang der 1980er Jahre, um so die politische Selbstständigkeit des ländlich geprägten Raumes zwischen der Kreisstadt Mühldorf am Inn im Süden und der Stadt Neumarkt-Sankt Veit im Norden zu erhalten.

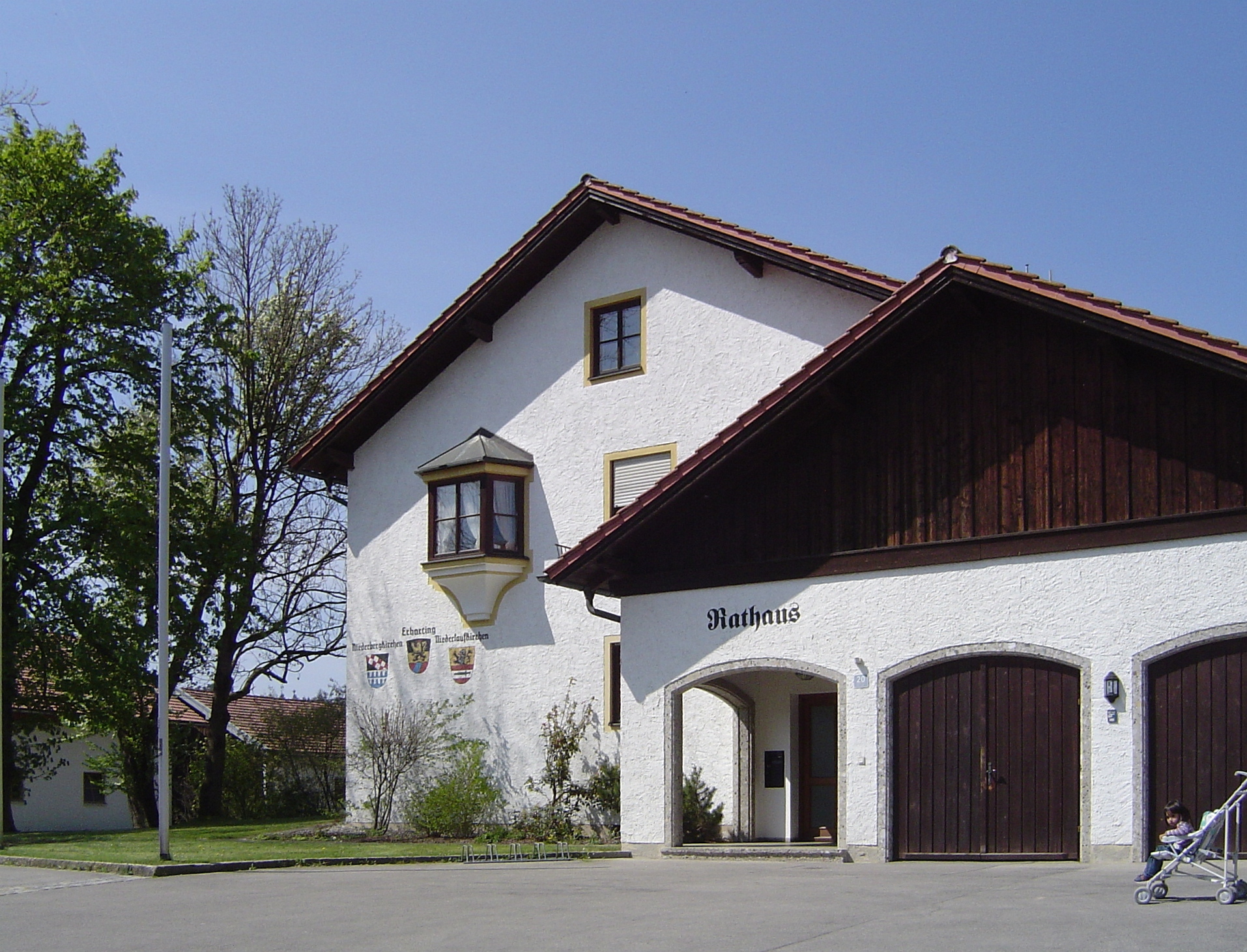
Rathaus der Verwaltungsgemeinschaft in Rohrbach